# Коловый Мыс
Коловый Мыс — посёлок в Усть-Пристанском районе Алтайского края России. Входит в состав Елбанского сельсовета.

## История
Основан в 1892 г.
В 1928 году деревня Коловый Мыс состояла из 125 хозяйств. В административном отношении являлось центром Колово-Мысовского сельсовета Пристанского района Бийского округа Сибирского края.
Согласно Закону Алтайского края от 05 октября 2007 годапосёлок вошёл в образованное муниципальное образование «Елбанский сельсовет».

## География
Район располагается в центральной части края и района, у реки Чарыш.
Климат
континентальный. Средняя температура января −18 °C, июля +20 °C. Годовое количество атмосферных осадков — 470 мм.
Почвы
среднемощные чернозёмы.

## Население
| 1926 | 1997 | 1998 | 1999 | 2000 | 2001 | 2002 | 2003 | 2004 | 2005 | 2006 |
| ---- | ---- | ---- | ---- | ---- | ---- | ---- | ---- | ---- | ---- | ---- |
| 800  | ↘217 | ↘213 | ↗216 | ↗220 | ↘191 | ↗200 | →200 | ↗204 | ↘199 | ↗209 |
| 2007 | 2008 | 2009 | 2010 | 2011 | 2012 | 2013 |      |      |      |      |
| ↘205 | ↘190 | ↘181 | ↘149 | ↘148 | ↘137 | ↘136 |      |      |      |      |

Национальный состав
В 1928 году основное население — русские.
Согласно результатам переписи 2002 года, в национальной структуре населения русские составляли 98 %.

## Инфраструктура
ФАП.

## Транспорт
Село доступно автомобильным транспортом по автодороге общего пользования регионального значения
01К-13 Алейск — Петропавловское — Смоленское (идентификационный номер 01 ОП Р3 01К-13).